# 1244 w polityce

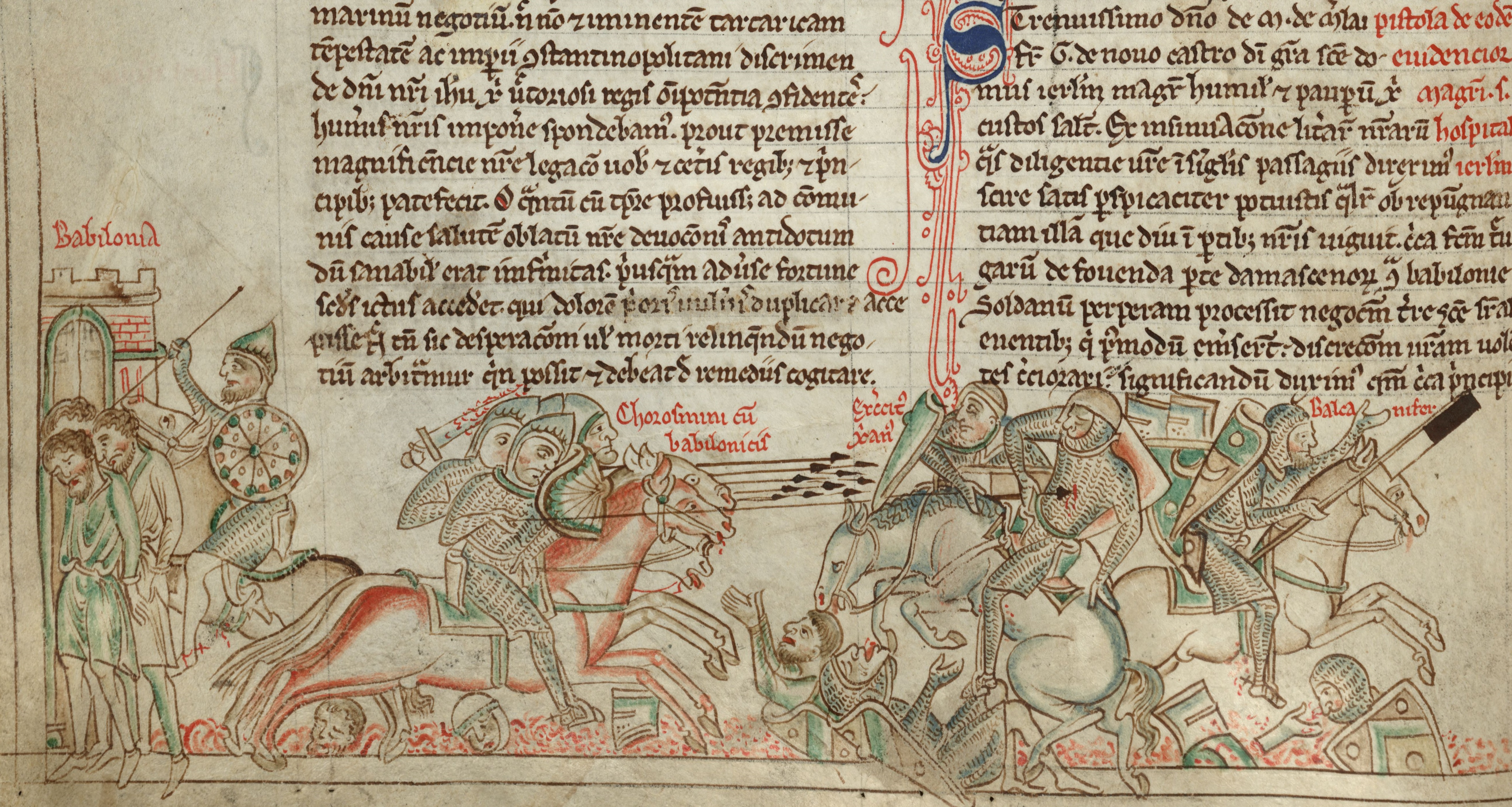
Bitwa pod Harbijją

Wydarzenia polityczne w 1244 roku.

## Wydarzenia
- 17 października Bitwa pod Harbijją. Klęska krzyżowców[1]. Wielki mistrz zakonu templariuszy Armand de Périgord zginął lub dostał się do niewoli[2].
- Ostateczna utrata Jerozolimy przez krzyżowców[3][4].
- Upadek zamku w Montségur; upadek kataryzmu we Francji[3][5].

## Urodzili się
- 24 czerwca Henryk I Dziecię, pierwszy landgraf Hesji[6].